# Società Sportiva Audace Cerignola

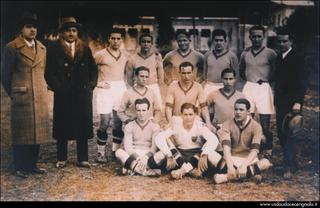
Equipo de 1930.

La Società Sportiva Audace Cerignola es un club de fútbol de Italia, con sede en Ceriñola, Apulia. Fue fundado en 1912 y compite en la Serie C, tercera categoría del fútbol italiano.

## Historia
Fue fundado en el año 1912 en la ciudad de Cerignola en Apulia con el nombre Gruppo Sportivo Cerignola en la terza Divisione, logrando ese año el ascenso a la Seconda Divisione, y dos años después a la Prima Divisione. En 1935 juega en la Serie C por primera vez, en la que juega por dos temporadas hasta que renuncia a la liga en 1937 y regresa a la Prima Divisione en la temporada 1937/38.

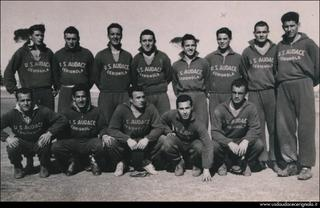
Equipo de 1960.

En 1948 logra el ascenso a la Promozione por primera vez, logrando el ascenso a la Serie D en 1953, jugando en la liga por seis temporadas hasta que desciende en la temporada de 1958/59. En 1967 regresa a la Serie D, de la que desciende tras seis temporadas, pero regresa a la liga un año después para descender tras una temporada.

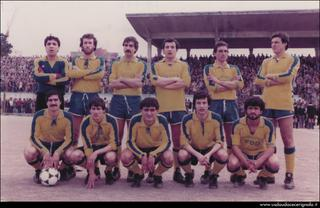
Equipo de 1980.

En 1987 el club regresa a la Serie D, de la que es excuído dos años después por problemas financieros. En 1990 regresa a la Serie D, de la cual desciende tras diez temporadas, sufriendo dos descensos consecutivos y en 2001 pasa a llamarse Unione Sportiva Audace Cerignola y en 2012 pasa a ser el Unione Sportiva Dilettantistica Audace Cerignola. En 2013 se vuelve un equipo inactivo que solo participa a nivel juvenil, regresando al año siguiente a la Promozione, obteniendo dos ascensos consecutivos que lo llevaron a la Serie D para la temporada 2017/18, pasando a llamarse Società Sportiva Dilettantistica Audace Cerignola y en 2019 pasa a ser el Società Sportiva Audace Cerignola.

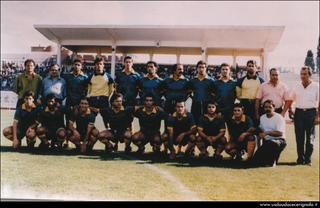
Equipo de 1990.

En 2021/22 el club regresa a la Serie C tras 85 años de ausencia.

## Palmarés

### Torneos interregionales
- Serie D (1): 2021-22 (Grupo H)

### Torneos regionales
- Seconda Divisione Puglia (1): 1933-34
- Eccellenza Apulia (1): 2016-17
- Promozione Puglia (5): 1952-53, 1973-74, 1986-87, 2008-09, 2015-16
- Prima Categoria Puglia (3): 1962-63, 1963-64, 2014-15
- Copa Italia de Aficionados Puglia (1): 2012-13
- Copa Puglia de Promozione (1): 2015-16
- Copa Puglia de Prima Categoria (1): 2014-15